# ジョン・ブラウンロー (初代ティアコネル子爵)

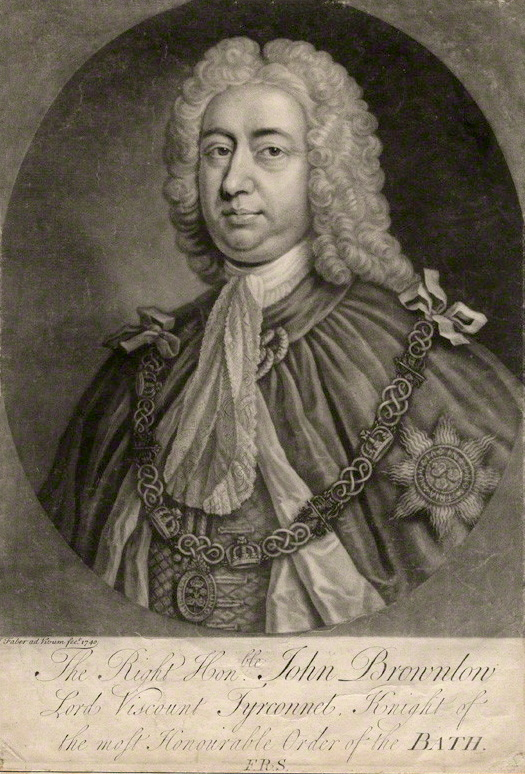
ジョン・ファバー・ジュニアによる肖像画、1740年。

初代ティアコネル子爵ジョン・ブラウンロー（英語: John Brownlow, 1st Viscount Tyrconnel KB FRS、1690年11月16日 – 1754年2月27日）は、グレートブリテン王国の政治家、アイルランド貴族。ホイッグ党に所属し、1713年から1741年まで庶民院議員を務めた。

## 生涯
第4代準男爵サー・ウィリアム・ブラウンローと1人目の妻ドロシー（Dorothy、旧姓メイソン（Mason）、1665年ごろ – 1700年5月までに没、サー・リチャード・メイソンの娘）の息子として、1690年11月16日に生まれた。1701年3月6日に父が死去すると、準男爵位を継承、年収3,000ポンドに上る領地も相続した。この時点で母も死去していたため、母方の祖母により育てられたが、成人するとサットンでの邸宅をめぐり祖母との関係が悪化した（祖母は邸宅が自身のもう1人の娘アンが所有すべきと考えた）。1710年にパドヴァ大学で教育を受けたとされた。

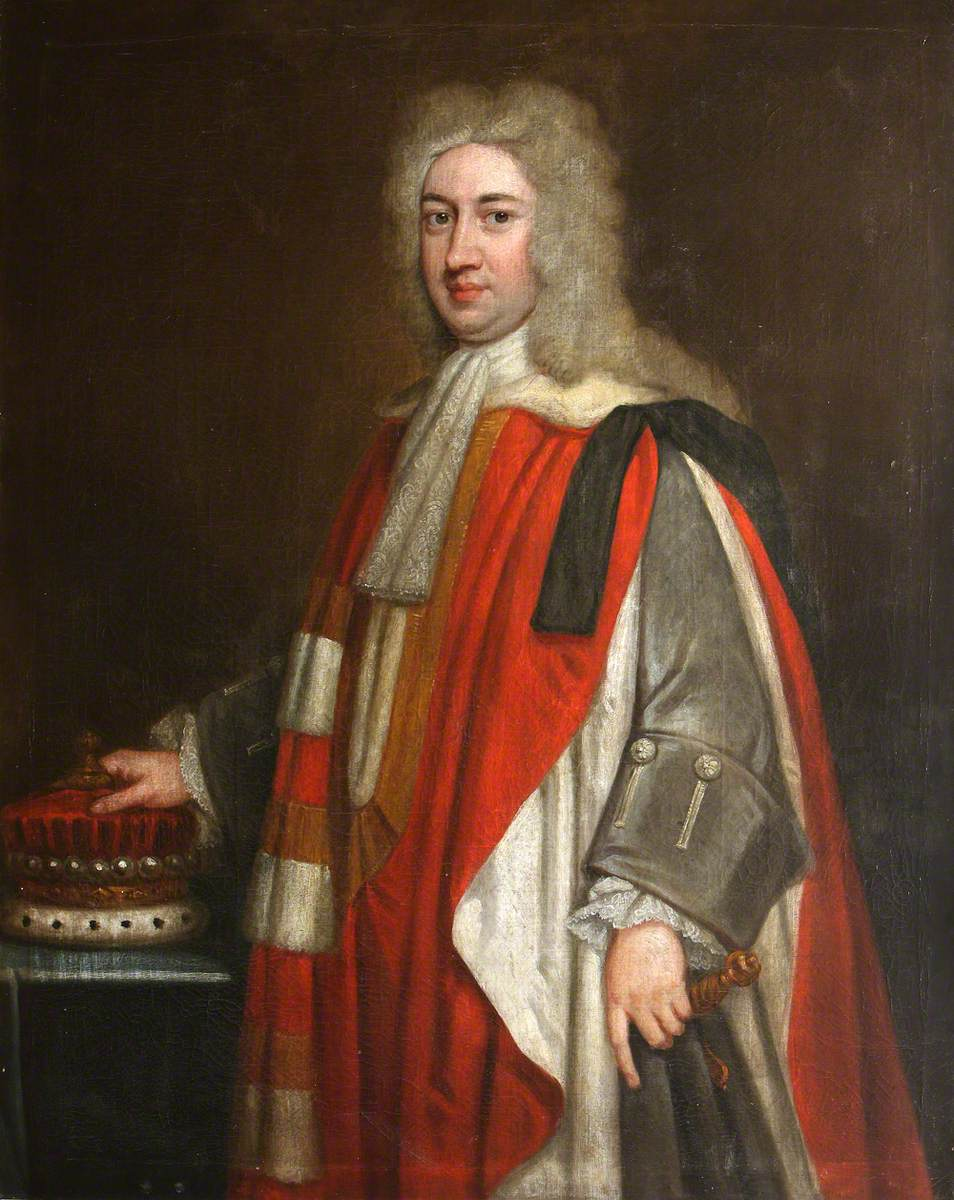
ゴドフリー・ネラーによる肖像画、1720年。

1712年に伯父の娘と結婚して、伯父のグランサム選挙区における影響力を受け継いだため、1713年イギリス総選挙でホイッグ党候補としてグランサム選挙区から出馬、無投票で当選した。1715年イギリス総選挙では初代アンカスター＝ケスティーヴァン公爵ロバート・バーティーの支持を受けてリンカンシャー選挙区から出馬、無投票で再選した。議会では1713年3月にリチャード・スティールの議会追放に反対票を投じ、ジョージ1世の即位後は貴族法案（1719年）を除き与党に同調して演説と投票をした。1718年6月23日、アイルランド貴族であるコーク県におけるチャールヴィル男爵とティアコネル子爵に叙された。
1722年イギリス総選挙でグランサムに転じ、166票（得票数2位）で再選した。以降1727年と1734年に無投票で再選した。1725年5月27日、バス勲章を授与された。1735年4月17日、王立協会フェローに選出された。
1727年にジョージ2世が即位すると野党に転じ、政府の政策への反対演説を頻繁に行ったが、グレートブリテン貴族への叙爵を望んで1732年に再び与党に転じ、1733年の消費税法案にも賛成票を投じた。しかし、シティ・オブ・ロンドンの消費税法案反対請願の審議にも賛成したため、ジョージ2世から「同じ立場で2度投票しない奴」（a puppy that never votes twice together on the same side）と評された。1739年にパルド協定への賛成演説を行い、1740年に審査法廃止に賛成した。1741年イギリス総選挙ではグランサム選挙区での再選を要請されたが、それを辞退して議員を退任した。
1754年2月27日にベルトンで死去、後継者がおらず爵位は全て廃絶した。ベルトンの地所は姉妹アンの息子にあたる第3代準男爵サー・ジョン・カストが継承した。

## 私生活

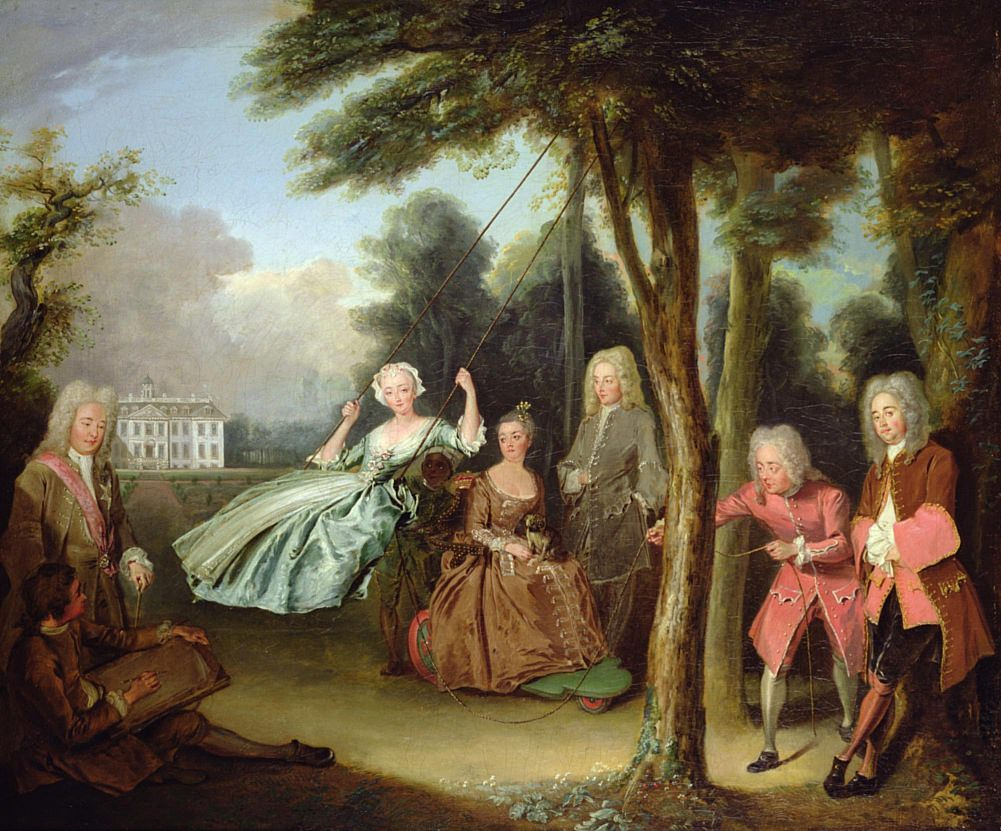
フィリップ・メルシェによる、ティアコネル子爵家の肖像画、1725年。ティアコネル子爵は一番左の人物で、中央に座っている女性がティアコネル子爵夫人イリナ。

1712年8月12日にイリナ・ブラウンロー（Eleanor Brownlow、1730年没、第3代準男爵サー・ジョン・ブラウンローの娘。すなわち、ティアコネル子爵の伯父の娘にあたる）と結婚した。1732年1月24日にエリザベス・カートライト（Elizabeth Cartwright、1780年7月17日没、ウィリアム・カートライトの娘）と再婚した。2度の結婚ともに子女をもうけなかった。
領地から多額の収入を得ていたが、それ以上に豪奢な生活を送ったため、1715年末にはアーリントン・ストリート（Arlington Street）の邸宅を閉鎖せざるをえなかった。